# Hans Hartung
Hans Hartung (Leipzig, 21 de septiembre de 1904 – Antibes, 8 de diciembre de 1989) fue un pintor franco-alemán, conocido por su estilo abstracto gestual. Fue también un veterano condecorado de la Segunda Guerra Mundial de la Legión Extranjera Francesa.

## Biografía

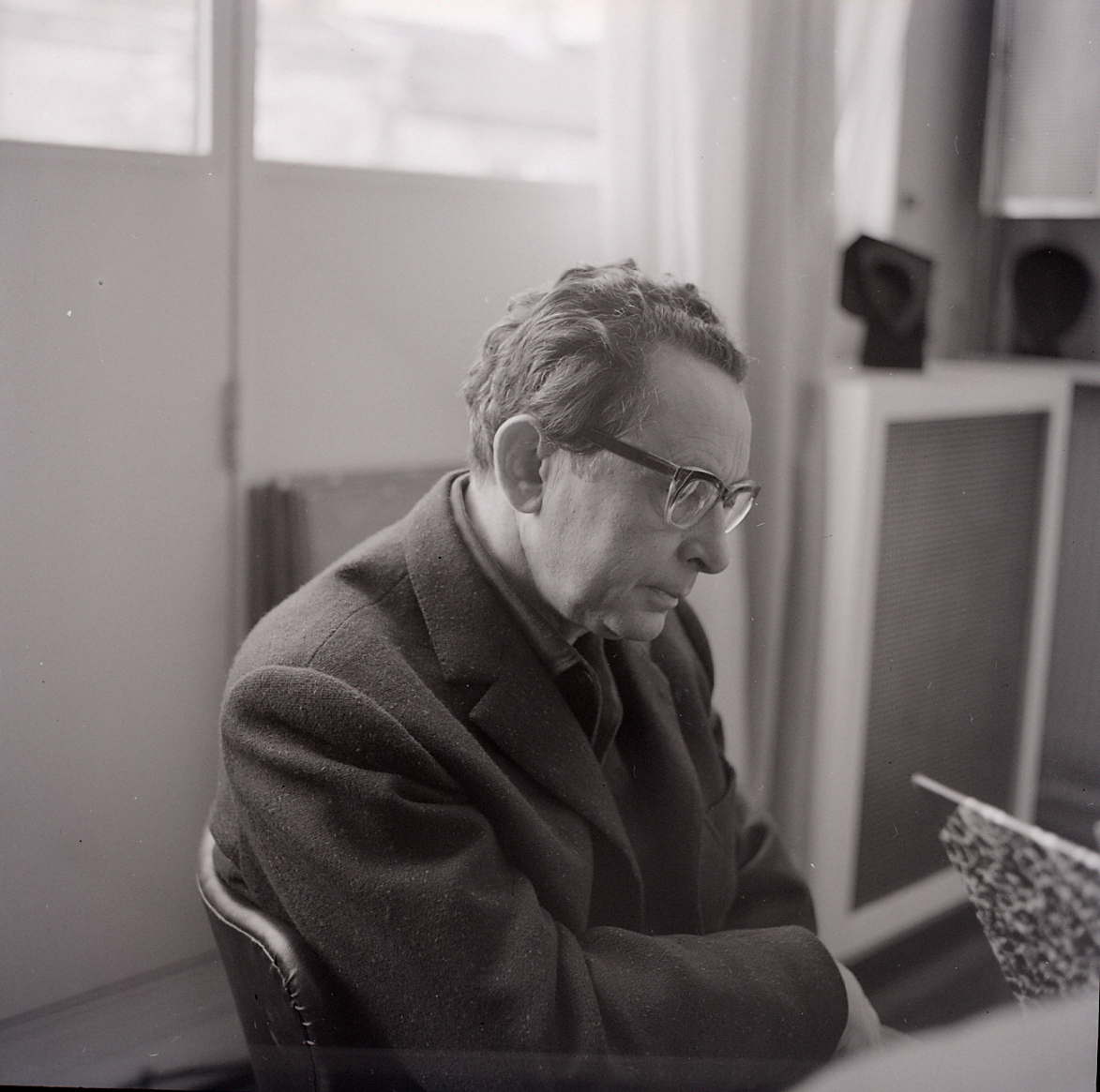
Hans Hartung, 1955.

Hartung nació en Leipzig, Alemania en una familia de artistas. Estudió con pintores como Corinth y Nolde y también aprendió la base del cubismo y la pintura francesa. Estudiando tanto en Leipzig como en Dresde, reprodujo las pinturas de sus maestros, y luego entró en las Academias de Bellas Artes de Dresde y Múnich. Para evitar sucumbir al provincianismo, decidió en 1926 abandonar su país natal. En consecuencia, después de un viaje en bicicleta por Italia, se mudó a París. 
Vivió con Anna-Eva Bergman y se estableció en las ciudades francesas de Leucate,  y luego estuvo en Menorca (Islas Baleares). Pasó gran parte de su tiempo pescando. Su primera exposición se celebró en 1931 en Dresde. Sus últimos lazos con Alemania se rompieron cuando su padre murió en 1932. Fue rechazado por la Alemania nazi al ser considerado un artista “degenerado”, debido a que su estilo pictórico se relacionaba con el cubismo, un movimiento artístico incompatible con los ideales de la Alemania nazi. En 1935 cuando intentó vender pinturas estando de visita en Berlín, la policía intentó arrestarlo. Fue capaz de huir del país con la ayuda de su amigo Christian Zervos.
Después de regresar a París como refugiado, su esposa, la también pintora Roberta González, lo abandonó, lo que le provocó una depresión. Sus amigos intentaron ayudarlo financieramente, pero sus pinturas se estaban convirtiendo en más abstractas y no se vendían bien. Por entonces solo podía permitirse un pequeño taller donde podría trabajar en la mejora de su técnica.
En diciembre de 1939, se hizo miembro de la Legión Extranjera Francesa. Fue seguido estrechamente por la Gestapo y arrestado durante siete meses por la policía francesa. Después de saber que era pintor, le colocaron en una celda roja para deteriorar su visión. Después de ser liberado regresó a la Legión para combatir en el Norte de África, perdiendo una pierna en una batalla cerca de Belfort. Obtuvo la ciudadanía francesa en 1945, y recibió la Croix de Guerre.
Después de 1947 ganó más importancia como pintor francés. Ese año expuso su obra por vez primera en París. En 1960 recibió el Grand Prix internacional en la Bienal de Venecia.
Sus pinturas abstractas espontáneas sentaron un precedente muy influyente para muchos jóvenes pintores estadounidenses de los sesenta, haciendo de él un importante predecesor de la abstracción lírica estadounidense de los años sesenta y setenta. 
Murió en diciembre de 1989 en Antibes, Francia.